# Wetlands International
Wetlands International ist eine Non-Profit-Organisation, die sich mit der Erhaltung von Feuchtgebieten und deren nachhaltiger Nutzung befasst.
Die Organisation wurde 1954 als International Wildfowl Inquiry mit dem ursprünglichen Schwerpunkt des Schutzes von Wasservögeln gegründet. Später wurde sie umbenannt in International Waterfowl & Wetlands Research Bureau (IWRB), womit das inzwischen hinzugekommene Themenfeld der Feuchtgebiete auch in den Namen aufgenommen wurde.
Andere Organisationen mit ähnlichen Zielen entstanden später in Asien und Amerika, darunter das
Asian Wetland Bureau (AWB) (gegründet 1983 als INTERWADER) sowie das 1989 entstandene Wetlands for the Americas (WA). 1991 vereinbarten diese drei Organisationen eine enge Kooperation. 1995 fusionierten sie zu Wetlands International.
Es gibt 15 nationale Büros, die zusätzliche Zentrale befindet sich in Wageningen in den Niederlanden. 150 Menschen arbeiten für die Organisation, etwa 1.000 Menschen sind in einer der thematisch arbeitenden Fachgruppen organisiert und 15.000 Freiwillige beliefern Wetlands International unter anderem mit Beobachtungsdaten.